# مارلين كيرش
مارلين كيرش (بالإنجليزية: Marilyn Kirsch)‏ هي رسامة أمريكية، ولدت في 1950.